# Мор, Роберт
Роберт Адольф Мор (нем. Robert Adolf Mohr; 24 декабря 1909, Франкфурт-на-Майне, Германская империя — 3 февраля 1989, Золинген, ФРГ) — немецкий юрист, оберштурмбаннфюрер СС, начальник айнзацкоманды 6, входившей в состав айнзацгруппы C, руководитель гестапо в Дармштадте, сотрудник Главного управления имперской безопасности.

## Биография
Роберт Мор родился 24 декабря 1909 года. Посещал среднюю школу Вестенд во Франкфурте-на-Майне, затем гимназию Гёте в Гиссене, потом высшую школу сельского хозяйства в Вайльбурге. Изучал юриспруденцию в университетах Гиссена, Марбурга и Женевы. Юридическую стажировку проходил в высшем земельном суде в Касселе. Во время трёхлетнего испытательного срока он работал в окружном суде Вайльбурга, городском управлении Вайльбурга, земельном суде Лимбурга и высшем земельном суде Франкфурта-на-Майне. Юридический экзамен  сдал в высшем земельном суде Дюссельдорфа. С 1937 года служил в имперском министерстве внутренних дел.
1 марта 1933 года был зачислен в ряды СС (№ 180205). 1 мая 1933 года вступил в НСДАП (билет № 2257332). После сдачи государственного экзамена в сентябре 1938 года поступил на службу в гестапо, потом — в Главное управление имперской безопасности (РСХА) в Берлине. В июле 1940 года получил чин правительственного советника и в начале 1941 года возглавил отдел по набору персонала в РСХА. Таким образом, он отвечал за все кадровые вопросы, касающихся айнзацгрупп в СССР. С ноября 1941 по сентябрь 1942 года возглавлял айнзацкоманду 6 в составе айнзацгруппы C, уничтожившую на Украине 2000 человек. С весны 1942 года Мор использовал газвагены. В октябре 1942 года стал начальником гестапо в Дармштадте. На этом посту руководил депортацией евреев в лагеря смерти. С 1 апреля 1944 года был руководителем магдебургского гестапо. 20 апреля 1944 года получил звание оберштурмбаннфюрера СС.

### После войны
По окончании войны скрывался под чужим именем в Вестфалии, пока не был арестован и интернирован в июне 1945 года в Рекклингхаузене британскими войсками. В конце 1946 года сбежал из лагеря для интернированных в Нюрнберге. 21 мая 1947 года снова был арестован в Дюссельдорфе, где скрывался под именем Герхарда Линдцуса, но 18 июня вновь смог бежать. Жил под именем Вернер Буяра со своей семьёй в Бергишес-Ланд и с 1955 года занимал руководящий пост в одной из фирм в Ремшайде. 12 ноября 1959 года был опознан и арестован в районе Золингена. Предметом судебного разбирательства были расстрелы и отравление газом тысяч евреев, коммунистов и гражданских лиц в том числе 800 пациентов из психиатрической клиники в Днепропетровске. 13 декабря 1967 года земельный суд Вупперталя приговорил Мора к 8 годам тюремного заключения. В 1969 году был условно-досрочно освобождён.